# Étienne Lamotte
Étienne Paul Marie Lamotte, född den 21 november 1903 i Dinant, död den 5 maj 1983 i Bryssel, var en  belgisk romersk-katolsk präst, indolog och klassisk filolog.
Som indolog var Lamotte, som var professor i grekiska vid Université catholique de Louvain, en av sin tids största auktoriteter beträffande buddhismen i den västliga världen. Han studerade under indologen Louis de La Vallée-Poussin och var en av de få lärda som behärskade alla de större språken i de buddhistiska delarna av världen: pali, sanskrit, kinesiska och tibetanska. År 1953 tilldelades han Francquipriset inom humanvetenskaperna.
Lamotte är känd för sin franska översättning av Māhaprajñāpāramitōpadeśa, en mycket omfattande text som tilskrivs den sydindiske madhyamika-filosofen Nāgārjuna som en kommentar till den stora prajñāpāramitā sūtra. Lamotte hade dock uppfatningen att texten sannolikt skrevs av en indisk munk inom riktningen sarvāstivāda, som senare konverterade til mahāyāna-skolan. Lamottes översättning utkom i fem band, men är inte komplett, eftersom hans död satte stopp för hans ansträngningar. Lamotte översatte också flera andra mahāyāna-texter til franska, däribland Śūraṅgama Samādhi Sūtra och Vimalakīrti Nirdeśa Sūtra.